# La Bordeta (Forallac)
La Bordeta es una entidad de población española del municipio de Forallac, perteneciente a la provincia de Gerona, en la comunidad autónoma de Cataluña. En 2022, la entidad singular de población tenía empadronados 224 habitantes y el núcleo de población, los mismos.